# Associació de Periodistes Parlamentaris
L'Associació de Periodistes Parlamentaris (APP) és una entitat fundada el 1994 per promoure el diàleg entre els periodistes i els polítics del parlament espanyol. A part dels esmorzars informatius, que va celebrar sobretot als primers anys, les activitats més destacades de l'entitat són els cursos de formació per periodistes i els premis parlamentaris que lliure cada any, que és l'acte que té més ressò públic de l'associació i aconsegueix generar un ambient de distensió inhabitual la resta de l'any.

## Història
La comissió promotora que va redactar els estatuts de l'entitat es va constituir el 19 de maig del 1978 i estava formada per Cristino Álvarez (EFE), Graciano Palomo (Europa Press), Bonifacio de la Cuadra (El País), Josep Maria Sanmartí (Avui), Manuel Soriano (Diario16), Juan Ramon de la Cuadra (RNE), Alberto Delgado (RVE), Julián Lago (Interviu), Joaquín Garcia Taboada (El Socialista). Segons Josep Maria Sanmartí, el fi primordial de l'entitat havia de ser "la defensa dels interessos dels periodistes que habitualment fan aquesta informació".
Aquests guardons es van començar a lliurar l'any 1994. El primer any el diputat Josep López de Lerma va rebre el premi Cánovas a polític més treballador i Miquel Roca el més bon orador, quan l'acte es va celebrar a l'Hotel Villareal de Madrid. Un any després, el 1995, Felipe González va rebre el de millor orador, i les cròniques periodístiques indicaven que havia fet "gala d'un humor excel·lent" en recollir el guardó. Es va lamentar del seu "deje" andalús i va afirmar que era un mal comunicador que no entenia per què rebia premis com aquell.
L'entitat va néixer amb molta força, per exemple organitzant els esmorzars informatius i tenia un paper destacat al Congrés. El 1996 va enviar una carta als coordinadors de campanya de PSOE i PP per tal d'intentar forçar un debat entre els dos principals candidats a les eleccions, Aznar i González. No ho va aconseguir per la negativa d'Aznar, que va demanar que en tot cas també hi participés Julio Anguita d'IU. Finalment el cara a cara es va anul·lar i la junta directiva de l'entitat va dimitir després de constatar el desacord. El mateix any 1996, a l'entrega de guardons, que tradicionalment es fa per Nadal, Vidal-Quadras va rebre la distinció a polític més bataller. En aquesta ocasió, el premi pel diputat mut va ser per Alfonso Guerra, vicesecretari general del PSOE.
El 1997 Rodrigo Rato va rebre el premi a l'Assot de l'oposició, Almunia l'Assot del govern, Álvarez Cascos Diputat més agre, Narcís Serra Diputat mut, Joan Rigol Defensor de les autonomies i Alfredo Pérez Rubalcaba millor orador. El 1998 Vidal-Quadras va ser elegit Millor europarlamentari. El 1998 Josep Borrell va ser el Parlamentari més agre i Felipe González el diputat mut. El 1999 Miquel Iceta va ser el Millor diputat revelació, Iñaki Anasagasti l'Assot del Govern, Rafael Hernando Assot de l'oposició, José Carlos Mauricio Millor orador i Mariano Santiso el més treballador.
El 2001 Josep Puigcercós va ser elegit diputat revelació. El 2004 Jordi Ramon va rebre el premi a la pregunta del milió i Eduardo Zaplana fou premiat per ser l'assot del govern i càstig per la premsa. El 2004 Jordi Jané fou elegit Parlamentari més actiu. El 2005 Carme Chacón va rebre el guardó al Parlamentari més actiu i Mariano Rajoy el millor orador. El 2006 el Millor orador va ser Alfredo Pérez Rubalcaba, la Millor relació amb la premsa va ser per Alfonso Perales, l'Eurodiputat de l'any va ser Ignasi Guardans i la Pregunta del milió va ser per Joan Tardà.
El 2007 a l'Hotel Palace de Madrid José Antonio Labordeta va ser reconegut per la Millor relació amb la premsa, juntament amb Agustí Cerdà i Diego López Garrido va rebre el de Càstig a la premsa. Magdalena Álvarez va ser el Flagell de l'oposició, Josep Antoni Duran i Lleida el Millor orador i Carles Campuzano el Més actiu. El 2008 dels dotze guardons cinc van ser per polítics catalans: Jordi Vilajoana va ser el Senador de l'any, Ignasi Guardans l'Eurodiputat de l'any, Concepció Tarroella la Millor pregunta, Joan Ridao Diputat revelació i José Luis Ayllón Millor relació amb la premsa.
El 2010 el president del Congrés, José Bono, va fer broma amb el "Mori el borbó" de Joan Tardà, que va ser premiat per la pregunta més divertida i per ser assot de l'oposició. Josep Sánchez Llibre va rebre el premi com el més actiu, Carles Bonet el Senador de l'any i Raül Romeva eurodiputat de l'any. El 2011 Josep Antoni Duran i Lleida va rebre el premi d'Assot a la premsa, Teresa Cunillera millor relació amb els mitjans, Jordi Jané per la millor pregunta i Joan Ridao per assot al govern espanyol.